# Zapaleri
Zapaleri är ett vulkanberg i Anderna på gränsen mellan Bolivia, Chile och Argentina. Det delas mellan departementet Potosí i Bolivia, regionen Antofagasta i Chile och provinsen Jujuy i Argentina. Det når 5 653 meter över havet.